# José de Sousa Faria Júnior
José de Sousa Faria Júnior (Porto, 20 de março de 1913 – Hospital da Lapa, Porto, 26 de dezembro de 2003) foi um administrador português, comendador, e provedor da Ordem da Venerável Irmandade de Nossa Senhora da Lapa, na cidade do Porto, onde exerceu o cargo por mais de vinte anos. Recebeu o título de comendador pela sua dedicação, humanidade e serviços sociais prestados à Irmandade da Lapa, dignificando-a e impulsionando-a significativamente nas décadas de 80 e 90 do século XX.

## Infância e juventude
José de Sousa Faria Júnior nasceu no dia 20 de março de 1913, na cidade do Porto, filho do comendador e cônsul do Uruguai José de Sousa Faria e de Florinda Soares Pereira Faria. Tinha uma irmã e um irmão mais velhos, fruto do primeiro casamento de seu pai com Emília Rosa Paredes Faria, e três irmãs mais velhas, fruto do casamento de seu pai com a sua mãe, Florinda Soares Pereira Faria.
José de Sousa Faria Júnior passou a sua infância na Ribeira, onde habitava com a família no número 41 da rua da Fonte Taurina, na freguesia de São Nicolau, na cidade do Porto.
Filho de uma família abastada e influente na cidade invicta, José de Sousa Faria Júnior teve uma educação rigorosa e com várias regras de etiqueta, com as quais muitas vezes não se identificava. A sua personalidade corajosa e rebelde revelou-se ainda na infância, com um incontornável gosto por vários desportos, entre eles o remo, a natação, o atletismo e, o seu favorito, o futebol — desportos que praticou com grande dedicação durante a infância, adolescência e idade adulta.

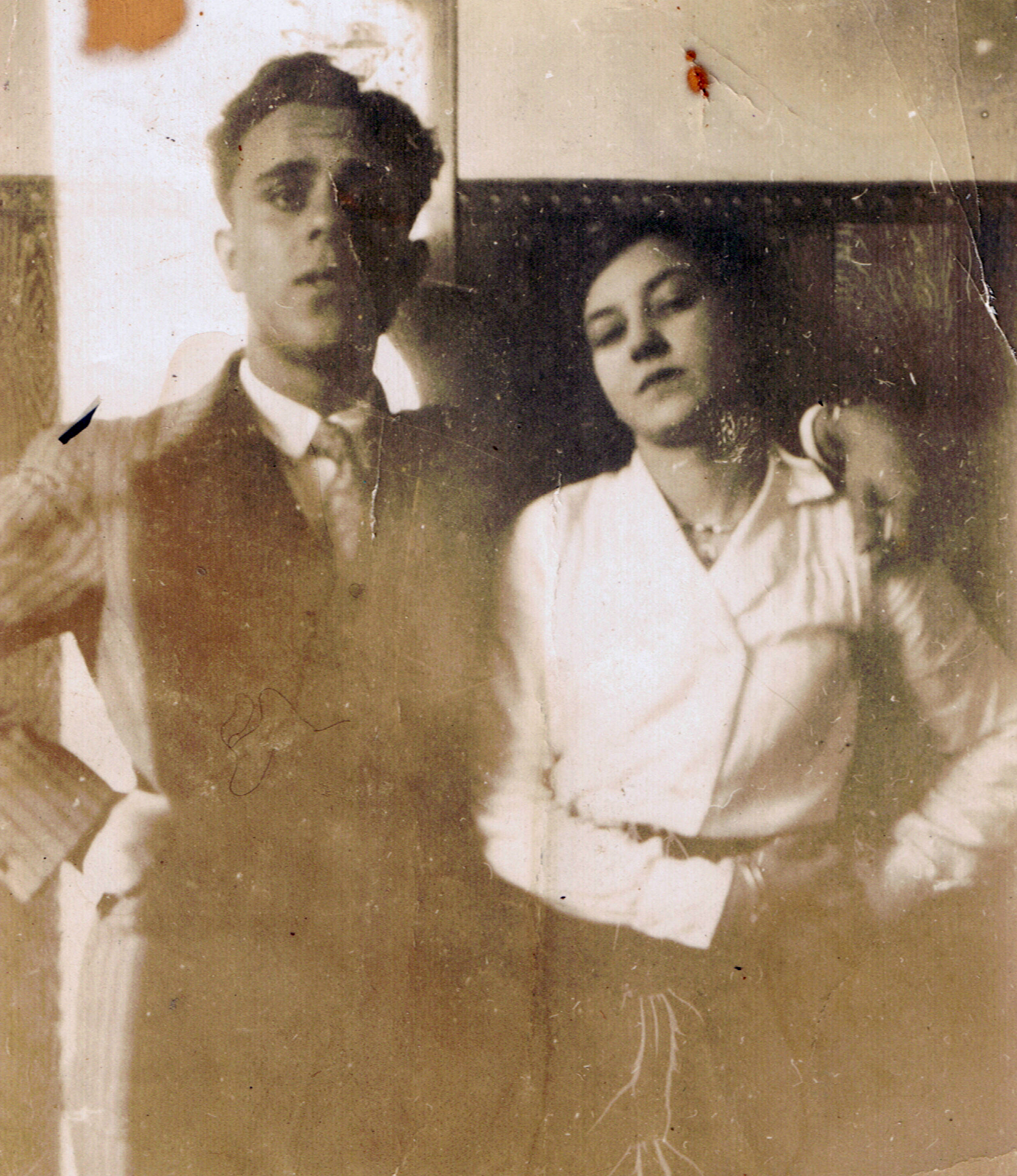
José de Sousa Faria Júnior e a sua esposa Maria do Céu em 1934.

Estudou no liceu Alexandre Herculano e concluiu os seus estudos no colégio Araújo Lima. No dia 25 de março de 1933 casou com Maria do Céu Loureiro de Vasconcelos e Sousa Faria. O primeiro e único filho do casal, José Manuel de Vasconcelos e Sousa Faria, nasceu nesse mesmo ano. Ainda em 1933 começou a trabalhar na companhia de seguros Argus, da qual o seu pai, o comendador José de Sousa Faria, era fundador e diretor.
Em agosto de 1934, o seu pai morreu aos 83 anos, vítima de colapso cardíaco. A família Sousa Faria foi obrigada a ceder a sua parte da cota da firma da companhia de seguros Argus.

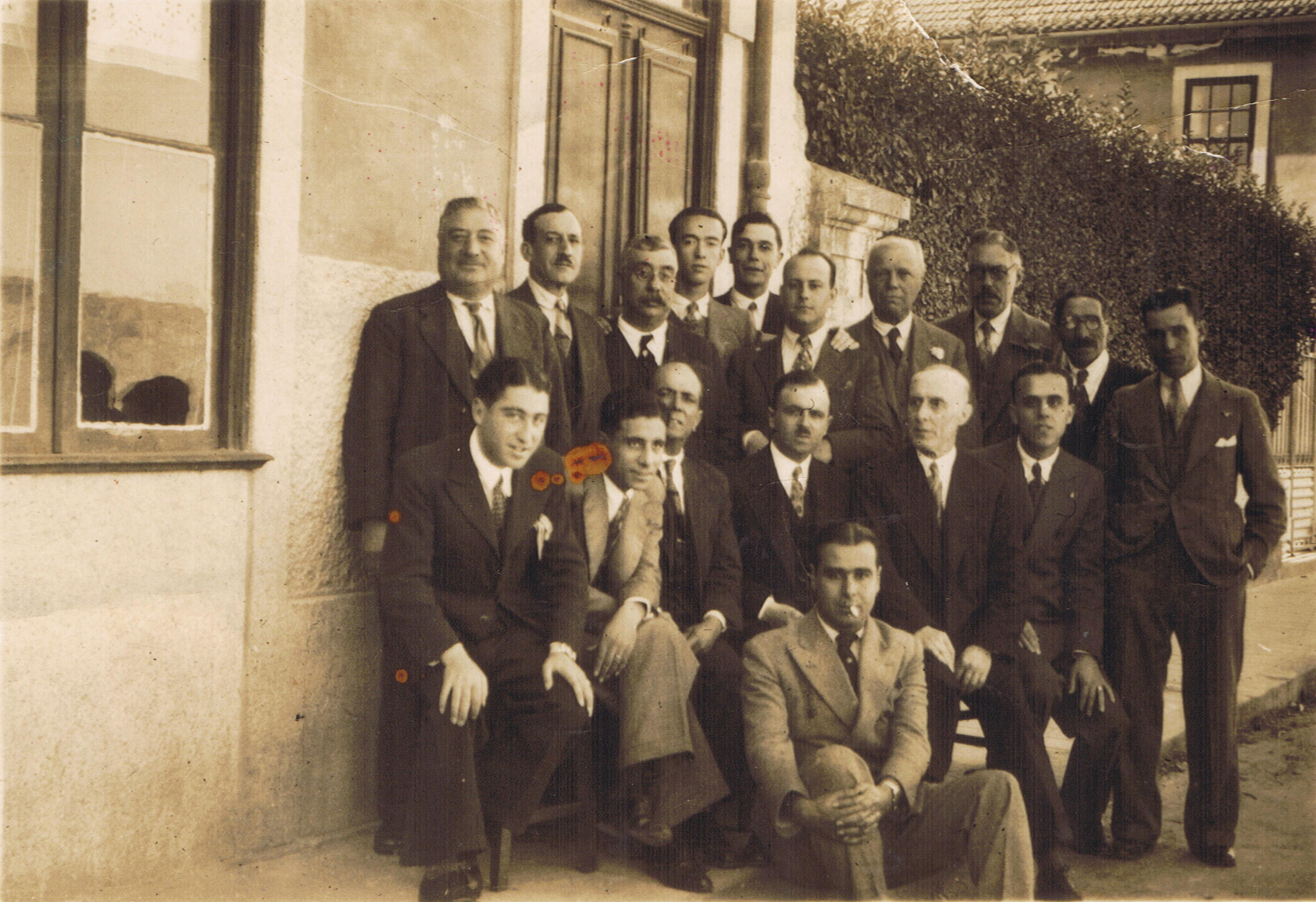
Funcionários da Companhia Argus em 1933, entre eles José de Sousa Faria Júnior (primeiro da segunda fila à direita)

## Percurso profissional
José de Sousa Faria Júnior saiu da companhia de seguros Argus e passado algum tempo foi trabalhar para a companhia de seguros Império, onde exerceu o cargo de administrador.
A par da administração da companhia de seguros, José de Sousa Faria Júnior foi também membro da direção do Futebol Clube do Porto, entre 1955 e 1957, durante o segundo mandato do presidente Cesário Bonito, com a equipa de futebol comandada pelo treinador Dorival Yustrish, de quem José de Sousa Faria Júnior era amigo. Foi na época de 55/56 que o Futebol Clube do Porto venceu a sua primeira dobradinha da história (Campeonato e Taça de Portugal).
Nos anos 60 foi distinguido com uma salva de prata, assinalando os 25 anos dos serviços prestados à companhia de seguros Império.
No final dos anos 70, já prestes a reformar-se, José de Sousa Faria Júnior recebeu o convite de um antigo colega e amigo do liceu, Octacílio França do Amaral, então provedor da Irmandade de Nossa Senhora da Lapa, para integrar a sua mesa de administração. José de Sousa Faria Júnior aceitou o convite e exerceu o cargo de vice-provedor. Depois do provedor Octacílio França do Amaral falecer, José de Sousa Faria Júnior foi eleito provedor da Ordem da Venerável Irmandade da Lapa.

## Provedor da Ordem da Venerável Irmandade de Nossa Senhora da Lapa

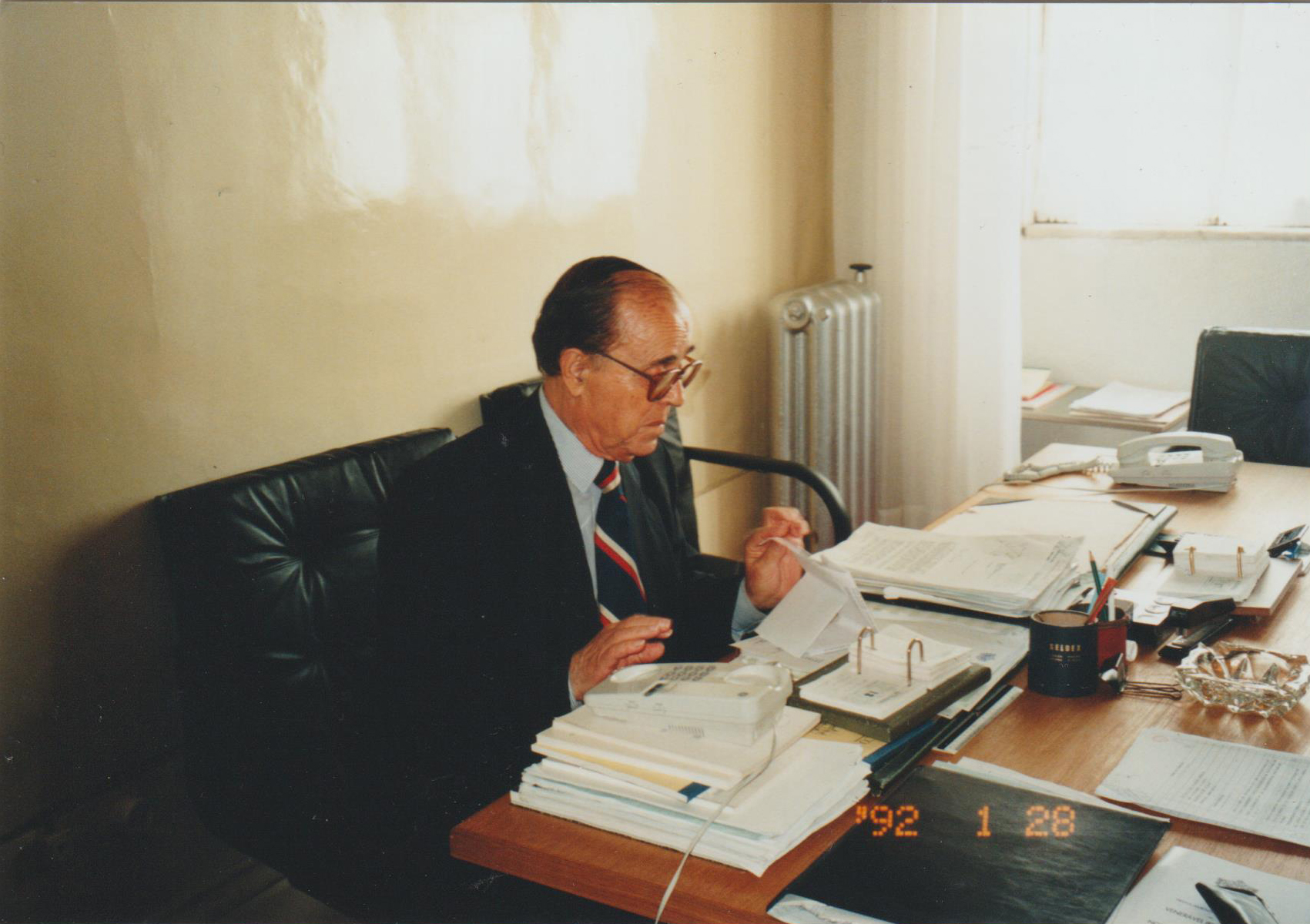
José de Sousa Faria Júnior no exercício das suas funções no Hospital da Lapa em 1992.

Foi durante o seu longo mandato como provedor, entre os inícios dos anos 80 e 2003, que a Ordem da Venerável Irmandade de Nossa Senhora da Lapa cresceu significativamente no panorama nacional, principalmente nas reestruturações do hospital, igreja e implementação de novas ideias de desenvolvimento, condições e regalias para os trabalhadores.
A preocupação social que José de Sousa Faria Júnior exerceu durante os mais de vinte anos do seu mandato, tinha como objetivo que todos os trabalhadores se sentissem bem e integrados na Irmandade.
Criou regalias que permitiam aos funcionários, em caso de necessidade, aceder aos serviços do hospital e aplicou essa sensibilidade humana para que todos se sentissem integrados no espírito da Irmandade.

### Principais contributos e destaques no cargo de provedor da Venerável Irmandade de Nossa Senhora da Lapa
- Visita do Presidente do Brasil, Dr. José Sarney, a Portugal em 1986[3]

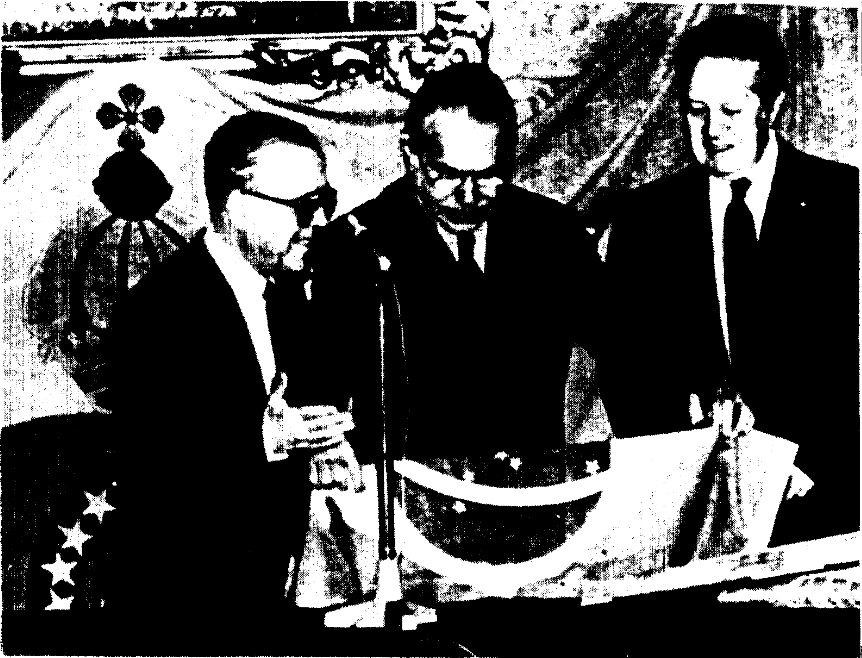
Recorte do jornal Diário de Lisboa. Na fotografia, o Provedor José de Sousa Faria, o Presidente da República do Brasil, Dr. José Sarney e o Presidente da República de Portuguesa, Dr. Mário Soares, na Igreja da Lapa, na cidade do Porto, em maio de 1986.

Em maio de 1986, a Irmandade da Lapa recebeu a visita do recém-eleito presidente do Brasil, Dr. José Sarney, aquando da sua visita a Portugal, passando por Lisboa, Guimarães e Porto. Na cidade do Porto, o presidente Sarney prestou homenagem ao escrínio do coração de D. Pedro IV, que está na Igreja da Lapa. José de Sousa Faria Júnior recebeu, em conjunto com o presidente da Républica Portuguesa, Dr. Mário Soares, o presidente José Sarney, continuando a tradição brasileira da visita a Portugal do presidente eleito prestar homenagem a D. Pedro IV.
- Grande Órgão de Tubos da Igreja da Lapa[4]

No dia 5 de maio de 1991, na Igreja da Lapa, na Festa da Padroeira, Nossa Senhora da Lapa, na presença do arcebispo do Porto, D. Júlio Tavares Rebimbas, e dos numerosos fiéis que enchiam a igreja, foi celebrado o contrato de compra do Grande Órgão de Tubos, entre o provedor da Irmandade, comendador José de Sousa Faria Júnior e o proprietário da firma, Georg Jann, da Georg Jann Orgelbau Meisterbetrieb.
O Grande Órgão de Tubos foi feito na Alemanha, possuindo um total de 4.307 tubos e um carrilhão de 42 sinos. Foi inaugurado no dia 7 de julho de 1995, na presença das autoridades civis, militares e religiosas da cidade do Porto, do representante da Irmandade da Lapa, provedor José de Sousa Faria Júnior, e do primeiro-ministro Dr. Aníbal Cavaco Silva e restantes membros do Governo Português.

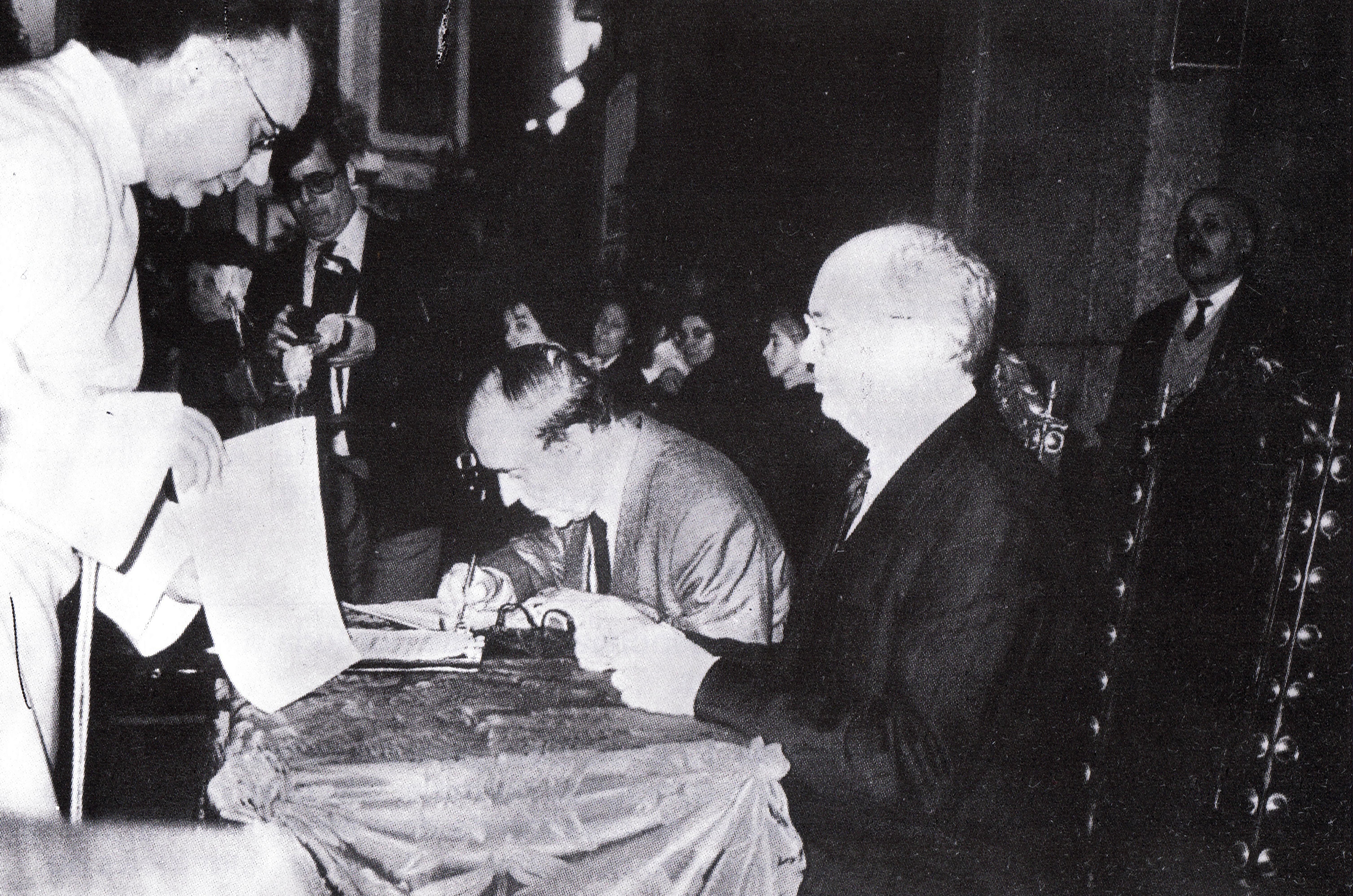
José de Sousa Faria Júnior assina o contrato de assinatura do órgão de tubos da Lapa - 5 de maio de 1991.

O Órgão de Tubos da Igreja da Lapa é considerado um dos mais belos órgãos de tubos da Península Ibérica e é o ex-libris da Irmandade, revelando-se uma peça fundamental na concretização dos famosos concertos promovidos pela igreja.
- Intervenção na Igreja

Em simultâneo com a edificação do órgão de tubos, com o aval da mesa administrativa e consentimento do provedor José de Sousa Faria Júnior, fez-se também uma intervenção profunda na igreja e nas suas estruturas principais, desde os telhados, pilares e torres que, na época, estavam numa situação crítica. A sacristia foi também remodelada a nível de mobiliário, com o uso de madeira pau-brasil e mármore de carrara, dando ao espaço uma nova imagem e melhores condições.
- Da tradição à modernidade

A nível cultural manteve-se a tradição de comemorar o dia de Nossa Senhora da Lapa, sempre com pompa e circunstância, através de uma missa solene, que se realizava às onze da manhã e onde estavam presentes todos os membros da Irmandade, nomeadamente a mesa administrativa, conselho fiscal e todos os que trabalhavam para o hospital.

HOSPITAL
- Bloco Operatório Subterrâneo/ Novo Bloco Operatório[8]

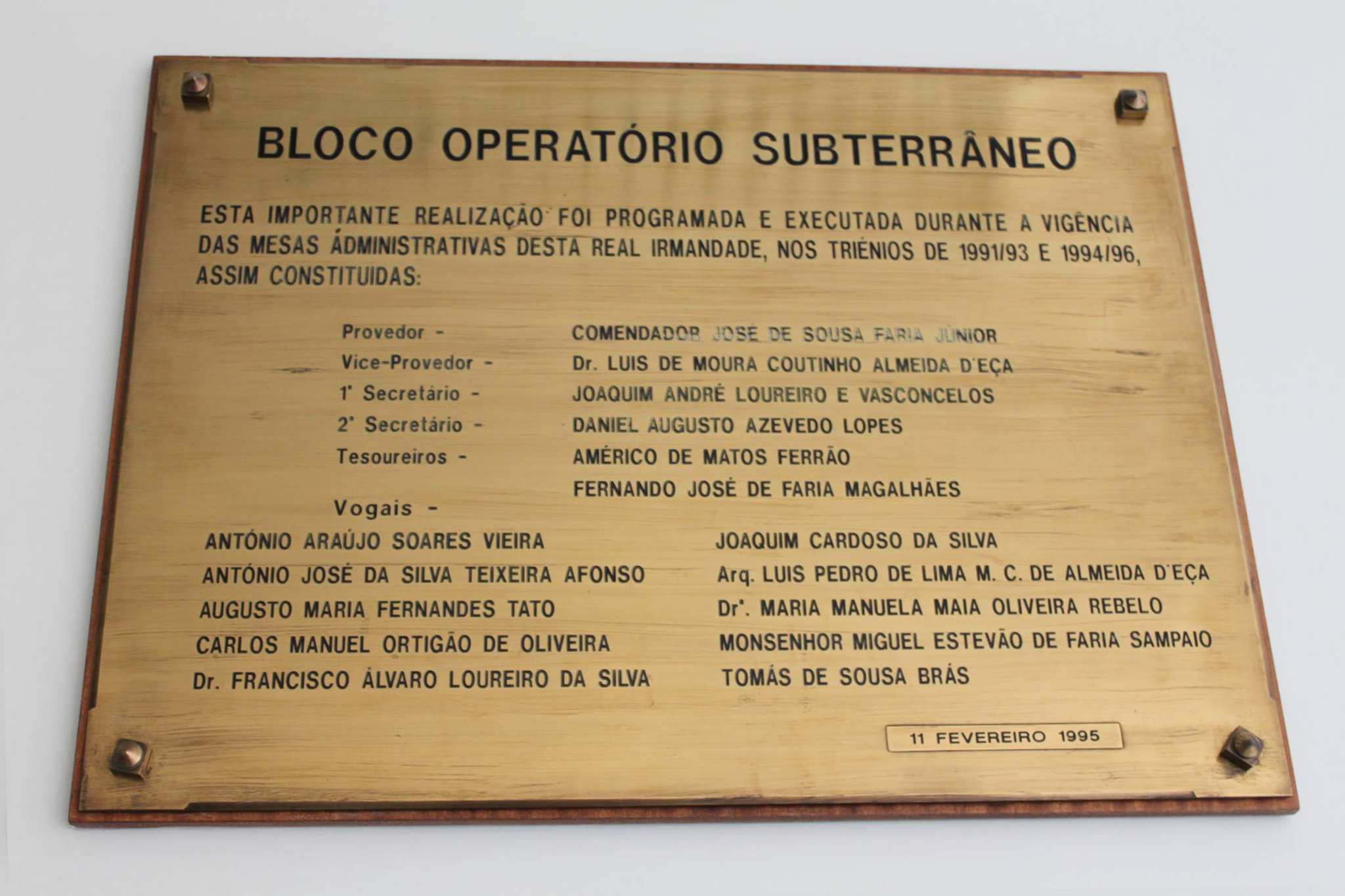
Placa de Inauguração do Bloco Operatório Subterrâneo do Hospital da Lapa, realizado durante o mandato do provedor José de Sousa Faria Júnior, inaugurado no dia 11 de fevereiro de 1995.

O Novo Bloco Operatório do Hospital da Lapa foi projetado em 1992 pelo arquiteto Luís Pedro de Lima M. C de Almeida d’Eça e inaugurado a 11 de fevereiro de 1995. Foi construído pelo facto de haver uma necessidade de melhorar as instalações médicas na medida em que certos hospitais da época já estavam mais avançados em termos de tecnologia. O provedor José de Sousa Faria Júnior e a mesa administrativa decidiram fazer um investimento no sentido de dotar o hospital com todas as condições necessárias para a realização de operações e intervenções médicas com tecnologias mais modernas.
O provedor José de Sousa Faria Júnior contribuiu também com muito do seu capital particular para a realização deste projeto, inaugurado a 11 de fevereiro de 1995 pelo Ministro da Saúde, Dr. Paulo Mendo, e mesa administrativa da Irmandade.
- Centro de Consultas Permanente

Criado em 1997 com o aval do provedor José de Sousa Faria Júnior e a mesa administrativa da Irmandade, o Centro de Consultas Permanente veio como resposta ao crescente número de utentes.
- Ala Comendador José de Sousa Faria Júnior[9]

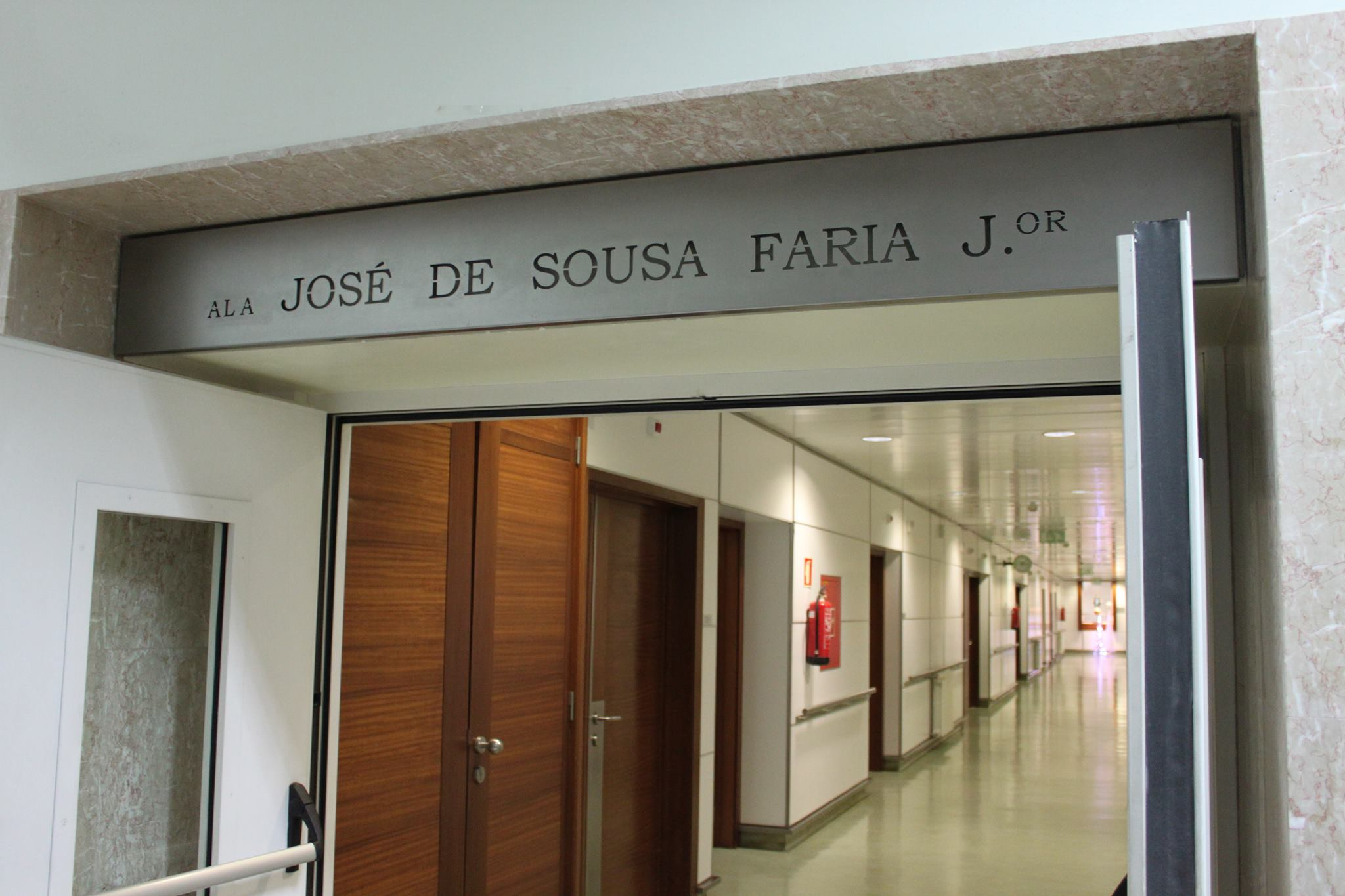
Ala José de Sousa Faria Júnior, no Hospital da Lapa, no Porto. Uma homenagem simbólica pelos serviços prestados pelo provedor José de Sousa Faria Júnior.

A ala surge no seguimento da profunda intervenção que se fez no hospital a nível de quartos e de enfermarias, no sentido de dotar o hospital com novas valências, novos consultórios médicos e postos de atendimento de enfermagem. O nome dado à ala é uma homenagem simbólica, que se considerou justa para a pessoa que dinamizou o avanço do hospital — Comendador José de Sousa Faria Júnior.

## Últimos anos
Após as melhorias introduzidas nos diferentes espaços, criaram-se vários protocolos com a Câmara Municipal do Porto e entidades ligadas a companhias de seguros.
Em cooperação com o reitor, começaram-se a dinamizar com o apoio da Irmandade, na igreja, concertos que se realizavam geralmente às sextas-feiras à noite e que tinham uma grande recetividade pelos portuenses, que enchiam a igreja para ouvir excertos de música sacra.
José de Sousa Faria Júnior faleceu no dia 26 de dezembro de 2003, aos 90 anos de idade, no Hospital da Lapa, vítima de uma infeção pulmonar, ainda no exercício das suas funções como provedor.
O seu legado e serviços prestados para a Venerável Irmandade de Nossa Senhora da Lapa é ainda hoje lembrado e homenageado.

## Curiosidades

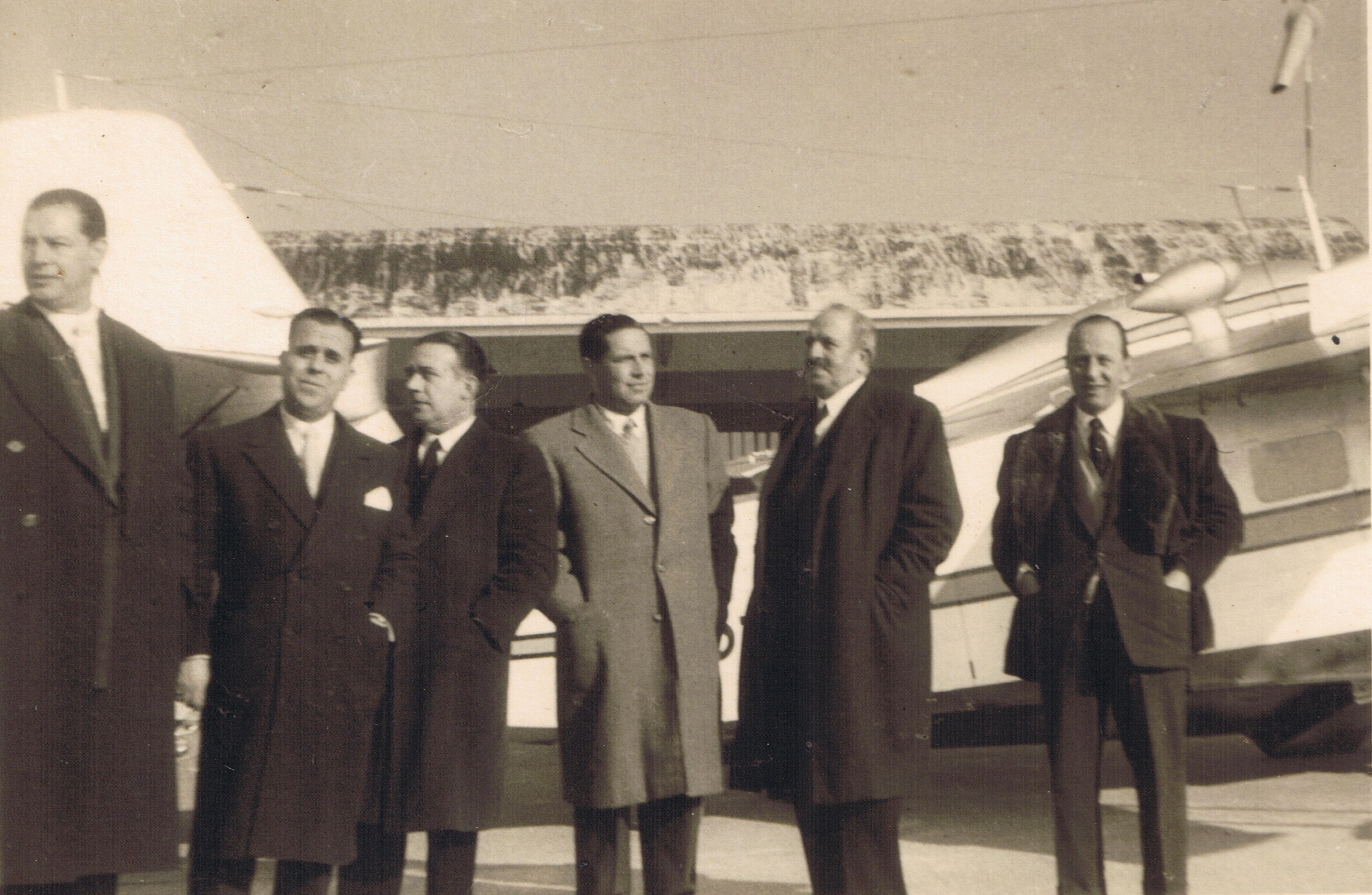
José de Sousa Faria Júnior (segundo à esquerda) no Aero Clube do Porto, em meados dos anos 60.

Nos anos 60 fez parte dos principais membros do Aero Clube do Porto, atividade que admirava com entusiamo.
José de Sousa Faria Júnior praticou atletismo até aos 78 anos de idade.

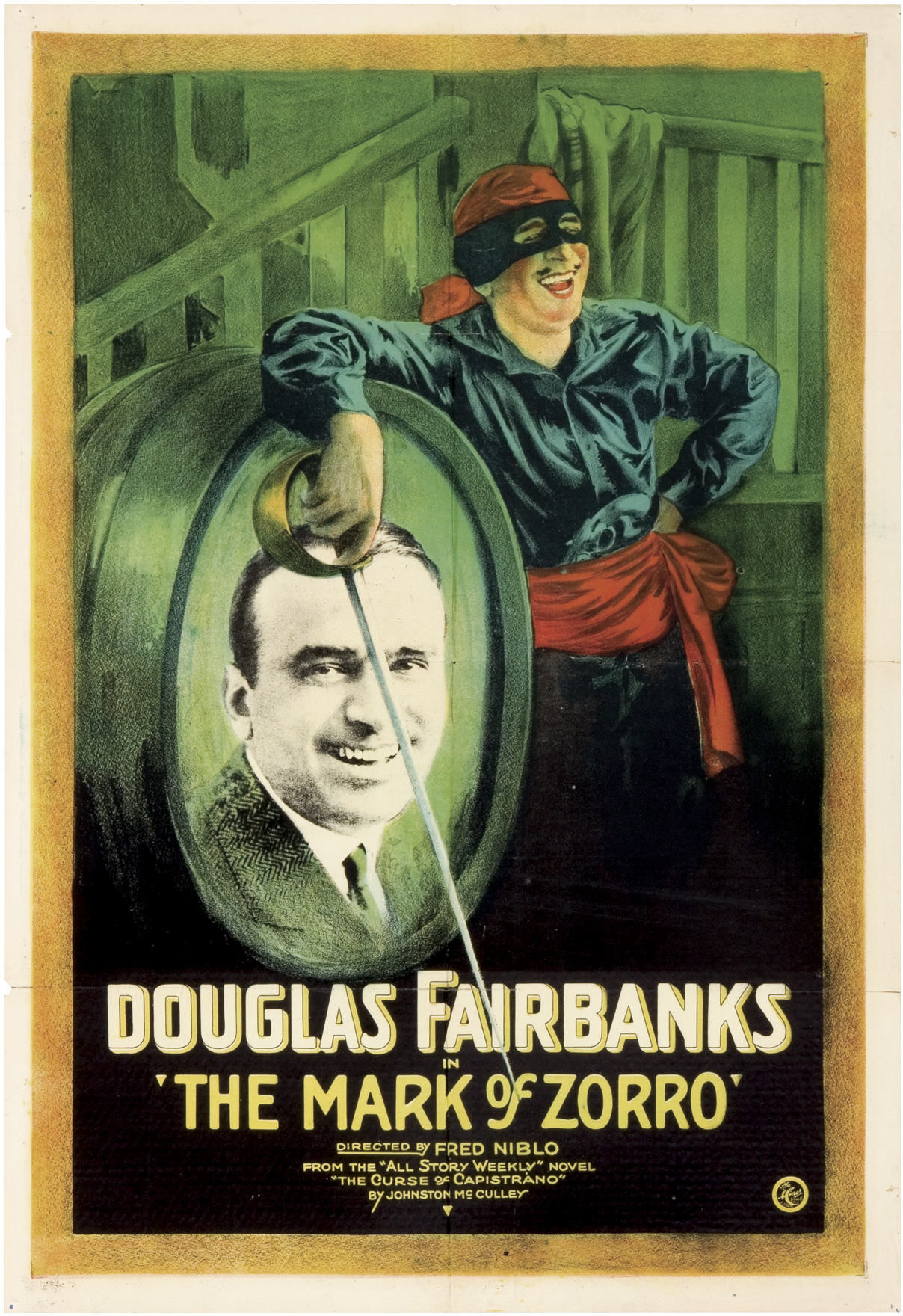
Poster do filme O sinal do Zorro, estreado em Portugal no dia 1 de março de 1926.

O seu filme preferido era O Sinal do Zorro, protagonizado por Douglas Fairbanks. José de Sousa Faria Júnior viu o filme ainda em criança, com doze anos de idade, aquando da estreia em Portugal, no dia 1 de março de 1926. Ávido espetador de cinema na infância e adolescência, O Sinal do Zorro foi o filme que mais o marcou.
Tem dois bisnetos, nascidos e 1988 e 1990, que conheceu muito bem e conviveu diariamente até ao seu falecimento em 2003.
Adepto fervoroso do FC Porto e membro da mesa administrativa do clube entre 1955 a 1957. Tinha como amigos próximos os treinadores de futebol José Maria Pedroto e Dorival Yustrish.
Era amigo de longa data do provedor antecessor na Irmandade da Lapa, Octacílio França do Amaral, e do jornalista e pintor Jaime Ferreira, ambos colegas de escola.
O jornalista Jaime Ferreira dirigia-se muitas vezes a José de Sousa Faria Júnior como “colega dos bancos de escola e amigo de sempre.”

## Legado
A obra benemérita e contributo social de José de Sousa Faria Júnior ainda está presente na Ordem da Venerável Irmandade de Nossa Senhora da Lapa, no Porto. Os mais de vinte anos do exercício do seu cargo como provedor deram um impulso nacional ao hospital e à igreja.
O seu retrato, pintado a óleo em 1997, integra a Sala dos Quadros da Igreja da Lapa, ao lado do seu pai, comendador José de Sousa Faria, que também foi benemérito, e provedor da Ordem da Venerável Irmandade de Nossa Senhora da Lapa, nas primeiras décadas século XX.
O seu legado é atualmente preservado pelos seus bisnetos Francisco Silva e André Silva.